# Ambrosia Software
 (février 2017).
Si vous disposez d'ouvrages ou d'articles de référence ou si vous connaissez des sites web de qualité traitant du thème abordé ici, merci de compléter l'article en donnant les références utiles à sa vérifiabilité et en les liant à la section « Notes et références ».
Ambrosia Software est une société de logiciels située à Rochester dans l'état de New York aux États-Unis. Ambrosia produit des utilitaires et des jeux vidéo. Ses produits sont distribués en shareware. Certaines démos de jeux qui peuvent être téléchargées et utilisées jusqu'à 30 jours.
Son programme le plus vendu est l'utilitaire Snapz Pro X, selon un entretien de 2002 avec le président de la compagnie, Andrew Welch, bien que l'entreprise soit plus connue pour la production et la distribution de jeux vidéo. L'entreprise a été incorporée le 18 août 1993 par Welch après qu'il a obtenu son diplôme de l'Institut de technologie de Rochester en 1992.
Le premier jeu produit par Ambrosia était Maelstrom, une reprise de 1992 du jeu d'arcade Asteroids de 1979. Maelstrom a remporté un certain nombre de prix. Ce succès a amené Ambrosia à créer plusieurs jeux de style arcade, comme Apeiron (une reprise de Centipede), Swoop (un clone de Galaxian) et Barrack (un clone de JezzBall). En 1999, Cameron Crotty de Macworld a écrit « aucune autre compagnie n'a jamais autant rénové les jeux d'arcade des années 1980 ».
La société a également créé le jeu vidéo Mars Rising en 1998 et a développé une suite, Deimos Rising.
Au moins la moitié des dix employés de l'entreprise ont été licenciés en 2013, mais Welch a nié les rumeurs de la fermeture de l'entreprise.